# Octave-Charles Lanoix
Octave-Charles Lanoix, francoski general, * 1876, † 1961.